# 傅宣
傅宣（？—？），字世弘，一作世和，北地郡泥陽縣（今陝西耀縣東南）人。曹魏太常傅嘏之孙，傅祗之子，十三歲時著有《河橋賦》，西晉御史中丞。有妻士孫松、弘農公主。

## 生平
傅宣六歲時，繼母便逝世，傅宣哭泣如成人，親戚們感到詫異。長大後的傅宣勤奮好學，趙王司馬倫任命他為相國掾、尚書郎、太子中舍人，遷任司徒西曹掾。離開職位後，累遷為秘書丞、驃騎從事中郎。
晉惠帝至自長安，任命傅宣為左丞，傅宣不接受，後遷任為黃門郎。晉懷帝即位後，轉任吏部郎，後為御史中丞。四十九時去世，由於傅宣沒有兒子，便以其弟傅暢子傅沖為嗣。

## 軼事
王延愛妾荊氏有音樂技巧，王延還未下葬，劉輿就納了她，還沒迎娶，她又被太傅從事中郎王俊所奪。時任御史中丞的傅宣劾奏，司馬越不問劉輿之罪，免了王俊的官位。